# Vorfahrt
Zur Abwicklung des Straßenverkehrs an Kreuzungen und Einmündungen gelten
- in Deutschland: Vorfahrtsregeln
- in der Schweiz und in Liechtenstein:  Vortrittsregeln
- in Österreich: Vorrangregeln

Auf den Straßen gilt in den meisten Ländern mit Rechtsverkehr die Grundregel rechts vor links. Derjenige, der von rechts kommt, hat Vorfahrt (D), Vortritt (CH/FL) bzw. Vorrang (A), der andere ist wartepflichtig.
Wenn es die Verkehrsverhältnisse erfordern, wird die Vorfahrt durch entsprechende Zeichen geregelt. Dabei müssen Verkehrsteilnehmer aus beiden Richtungen eindeutig erkennen können, welche Regel gilt. Es gibt also immer ein negatives (Wartepflicht) und ein positives (Vorfahrt) Verkehrszeichen. Meistens wird die Wartepflicht durch Fahrbahnmarkierungen noch verdeutlicht.
International sind die Verkehrsregeln im Wiener Übereinkommen über den Straßenverkehr geregelt.

## Geschichte
Den Ursprung hat diese Regel in der Schifffahrt (siehe Ausweichregeln zwischen Wasserfahrzeugen). Auf den Schiffen der Wikinger war das Ruder oder die Pinne seitlich rechts (wg. überwiegend Rechtshänder) am Boot angebracht und wurde am Achterdeck bedient. Da es zu dieser Zeit noch keine Umlenkrollen o. Ä. gab, konnte das Ruder nur mit direkter Verlängerung bedient werden. Der Rudergänger stand somit seitlich auf dem Achterdeck mit dem Gesicht nach rechts (Steuerbord) und dem Rücken nach links (Backbord). Da der Rudergänger nun nach rechts schaut, kann er eventuellen Verkehr in dieser Richtung gut beobachten, kann also Vorfahrt gewähren. Was in seinem Rücken passiert, ist für ihn jedoch nur schwer erkennbar. Daher bekam er Vorfahrt vor den dort fahrenden Schiffen.

## Deutschland
Die Vorfahrtregelung bezieht sich auf Fahrzeuge und deren Verhältnis zueinander auf sich kreuzenden Fahrbahnen. Reiter, Führer von Pferden sowie Treiber und Führer von Vieh sind dabei den Fahrzeugführern gleichgestellt. In den übrigen Fällen wird der Begriff Vorrang verwendet.
Vorfahrt und Vorrang sind durch folgende Paragrafen der Straßenverkehrsordnung (StVO) für den öffentlichen Verkehrsraum geregelt. Auf privatem Gelände gilt die StVO grundsätzlich nicht, zumindest nicht direkt. Es können von der StVO abweichende Regeln angeordnet werden, zum Beispiel, um Betriebsabläufe zu optimieren.

### Abschnitt I: Allgemeine Verkehrsregeln

#### § 6 Vorbeifahren
„Wer an einer Fahrbahnverengung, einem Hindernis auf der Fahrbahn oder einem haltenden Fahrzeug links vorbeifahren will, muss entgegenkommende Fahrzeuge durchfahren lassen.“

#### § 8 Vorfahrt
„An Kreuzungen und Einmündungen hat die Vorfahrt, wer von rechts kommt. Das gilt nicht,
1. wenn die Vorfahrt durch Verkehrszeichen besonders geregelt ist (Zeichen 205, 206, 301, 306) oder
2. für Fahrzeuge, die aus einem Feld- oder Waldweg auf eine andere Straße kommen.“ (StVO, § 8, Abs. 1)[1]

Im Januar 2023 entschied der Bundesgerichtshof, dass auf Parkplätzen die Rechts-vor-links-Regel nicht gilt, sofern keine Vorfahrtsregelung getroffen ist.

Zeichen 205: Vorfahrt gewähren! (nur an dieser Kreuzung oder Einmündung)
Zeichen 206: Halt! Vorfahrt gewähren! (nur an dieser Kreuzung oder Einmündung)
Zeichen 301: Vorfahrt (nur an der nächsten Kreuzung oder Einmündung, umgangsspr. auch Rakete genannt)
Zeichen 306: Vorfahrtstraße (umgangsspr. auch Diamant oder Spiegelei genannt; gilt bis zum nächsten Zeichen 205, 206 oder 307)
Zeichen 307: Ende der Vorfahrtstraße

Das Zeichen 306 steht in der Regel innerhalb geschlossener Ortschaften vor der Kreuzung oder Einmündung, außerhalb geschlossener Ortschaften dahinter.

#### § 9 Abbiegen, Wenden und Rückwärtsfahren
Einschränkend gilt, dass Linksabbieger (Absatz 4) bzw. allgemein abbiegende Fahrzeuge (Absatz 3) dem entgegenkommenden Verkehr und Schienenfahrzeugen, Radfahrern und Fußgängern, die sich in der gleichen Richtung bewegen, Vorrang gewähren müssen.

#### § 8 Abs. 1a Kreisverkehr
Ist an der Einmündung in einen Kreisverkehr Zeichen 215  (Kreisverkehr) unter Zeichen 205  (Vorfahrt gewähren!) wie rechts zu sehen angeordnet, hat der Verkehr auf der Kreisfahrbahn Vorfahrt (§ 8 Abs. 1a StVO). Insbesondere ist bei der Einfahrt in einen solchen Kreisverkehr die Benutzung des Fahrtrichtungsanzeigers unzulässig. So soll sichergestellt werden, dass ein rechts blinkendes Fahrzeug an der nächsten Kreisverkehrausfahrt diesen auch wirklich verlassen möchte und nicht bloß der Blinker noch vom Einfahrvorgang aktiv ist.

Zeichen 215: Kreisverkehr

Wenn keine vorfahrtregelnden Verkehrszeichen vorhanden sind, gilt bei der Einfahrt in den Kreisverkehr rechts vor links (§ 8 Abs. 1a StVO). Die Fahrzeuge auf der Kreisfahrbahn sind dann gegenüber dem einfahrenden Verkehr wartepflichtig. Das Zeichen 215  ist kein vorfahrtregelndes Verkehrszeichen.
Sofern nicht beispielsweise durch Lichtzeichenanlagen oder Fußgängerüberwege andere Regeln zu berücksichtigen sind, gilt außerdem bei der Ein- und Ausfahrt aus einem Kreisverkehr gegenüber um den Kreisverkehr laufenden Fuß- oder Radwegen folgendes:
- Radfahrer sind sowohl gegenüber aus dem Kreisverkehr ausfahrenden (gemäß § 9 Abs. 3 StVO) wie auch gegenüber in den Kreisverkehr einfahrenden Fahrzeugen (aufgrund der Teilnahme des Radverkehrs an der Vorfahrt der Kreisfahrbahn) bevorrechtigt.
- Fußgänger sind gegenüber aus dem Kreisverkehr ausfahrenden Fahrzeugen gemäß § 9 Abs. 3 StVO bevorrechtigt, gegenüber in den Kreisverkehr einfahrenden Fahrzeugen dagegen gemäß § 25 Abs. 3 StVO wartepflichtig. Siehe auch Fußverkehr#An Kreuzungen und Einmündungen.

#### § 10 Einfahren und Anfahren
Wer
- aus einem Grundstück,
- aus einem Fußgängerbereich (Zeichen 242.1 und 242.2) oder
- aus einem verkehrsberuhigten Bereich (Zeichen 325.1/325.2)

auf die Straße oder
- von anderen Straßenteilen (wie z. B. Parkflächen oder Seitenstreifen) oder
- über einen abgesenkten Bordstein hinweg

auf die Fahrbahn einfahren oder
- vom Fahrbahnrand

anfahren will, hat sich dabei so zu verhalten, dass eine Gefährdung anderer Verkehrsteilnehmer ausgeschlossen ist.
Anders ausgedrückt: Er hat allen anderen Verkehrsteilnehmern (auch Fußgängern und Radfahrern) Vorrang zu gewähren.

#### § 35 Sonderrechte und § 38 Blaues Blinklicht und gelbes Blinklicht
Blaues Blinklicht (Rundumkennleuchte) zusammen mit dem Einsatzhorn ordnet an:
„Alle übrigen Verkehrsteilnehmer haben sofort freie Bahn zu schaffen“
Das bedeutet auch, dass diese Einsatzfahrzeuge generell Vorrang haben, allerdings mit besonderer Sorgfaltspflicht gegenüber den anderen Verkehrsteilnehmern.
Ist es dem normalen Verkehrsteilnehmer nicht anders möglich, sofort freie Bahn zu schaffen, ist er angehalten, unter Wahrung der nötigen Vorsicht auch andere Verkehrsregeln zu übertreten, z. B. vorsichtig gerade so weit über eine rote Ampel zu fahren, dass das Einsatzfahrzeug passieren kann.
Gelbes Blinklicht allein signalisiert nur eine Gefahrenstelle. Besondere Regelungen im Sinne der Vorfahrt gelten dabei nicht.

### Abschnitt II: Zeichen und Verkehrseinrichtungen

#### § 37 Wechsellichtzeichen, Dauerlichtzeichen und Grünpfeil

Phasen der Wechsellichtzeichen

Bei Ampeln (besser Verkehrsampeln, Lichtsignalanlagen, Lichtzeichenanlagen oder Wechsellichtzeichen) bedeuten die Farben
- Rot: „Halt vor der Kreuzung“,
- Rot-Gelb: „Halt vor der Kreuzung“ und „Vor der Kreuzung auf das nächste Zeichen warten“,
- Grün: „Der Verkehr ist freigegeben“,
- Gelb: „Vor der Kreuzung auf das nächste Zeichen warten“.

Die Lichtzeichen gehen anderen Vorrangregeln wie Rechts-vor-links oder Verkehrszeichen vor.
Sind auf dem Lichtsignal Richtungspfeile (geradeaus, links, rechts, geradeaus-rechts, geradeaus-links) aufgebracht, gelten sie nur für die dargestellte Richtung bzw. die dargestellten Richtungen.

Zeichen 720: Grünpfeil

Wenn rechts neben dem Lichtzeichen Rot ein Schild mit grünem Pfeil auf schwarzem Grund (Grünpfeil) angebracht ist, ist nach dem Anhalten das Abbiegen nach rechts auch bei Rot erlaubt. Der Fahrzeugführer darf nur aus dem rechten Fahrstreifen abbiegen. Er muss sich dabei so verhalten, dass eine Behinderung oder Gefährdung anderer Verkehrsteilnehmer, insbesondere des Fußgänger- und Fahrzeugverkehrs der freigegebenen Verkehrsrichtung, ausgeschlossen ist.
Die Regelung ist eine Kann-Regel. Es besteht kein Anspruch darauf, dass der vor einem abbiegende Verkehrsteilnehmer sie nutzt. Er kann auch auf Grün warten. In diesem Fall muss man sich in Geduld üben und darf vor allem nicht hupen, sonst liegt unter Umständen eine Nötigung vor.

#### § 38 Blaues Blinklicht und gelbes Blinklicht
Siehe oben, § 35 Sonderrechte + § 38 Blaues Blinklicht und gelbes Blinklicht.

#### § 41 Vorschriftzeichen
Wo straßenbegleitende Radwege für beide Richtungen freigegeben sind, weist das Zusatzzeichen 1000-32 über dem Zeichen 205 darauf hin. So haben die Zeichen das Gebot: „Vorfahrt gewähren und auf kreuzenden Radverkehr von links und rechts achten!“

#### § 42 Richtzeichen

Beispiel für Zeichen Z 1002: Abknickende Vorfahrt.

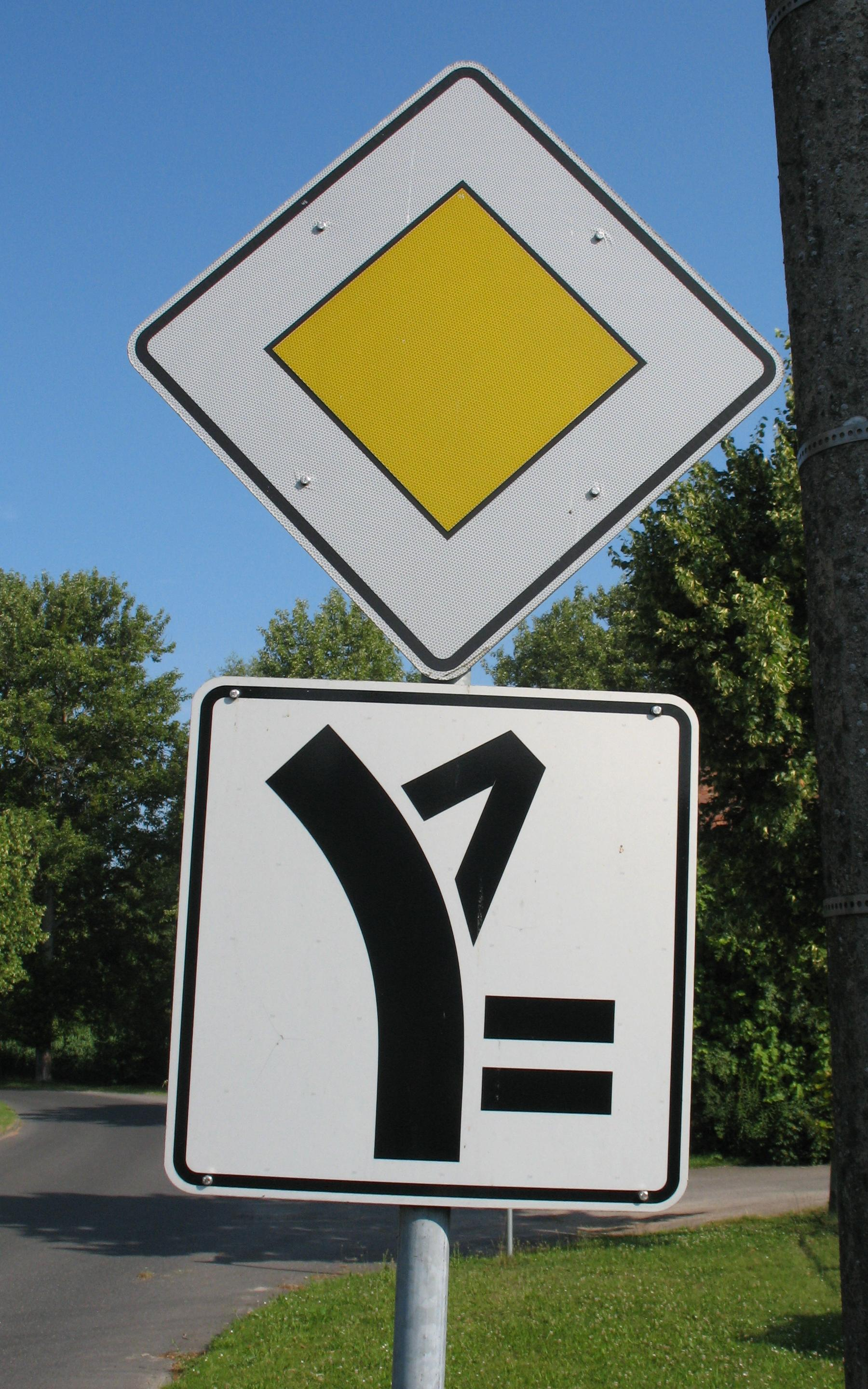
Zusatzzeichen „Verlauf der Vorfahrtstraße“

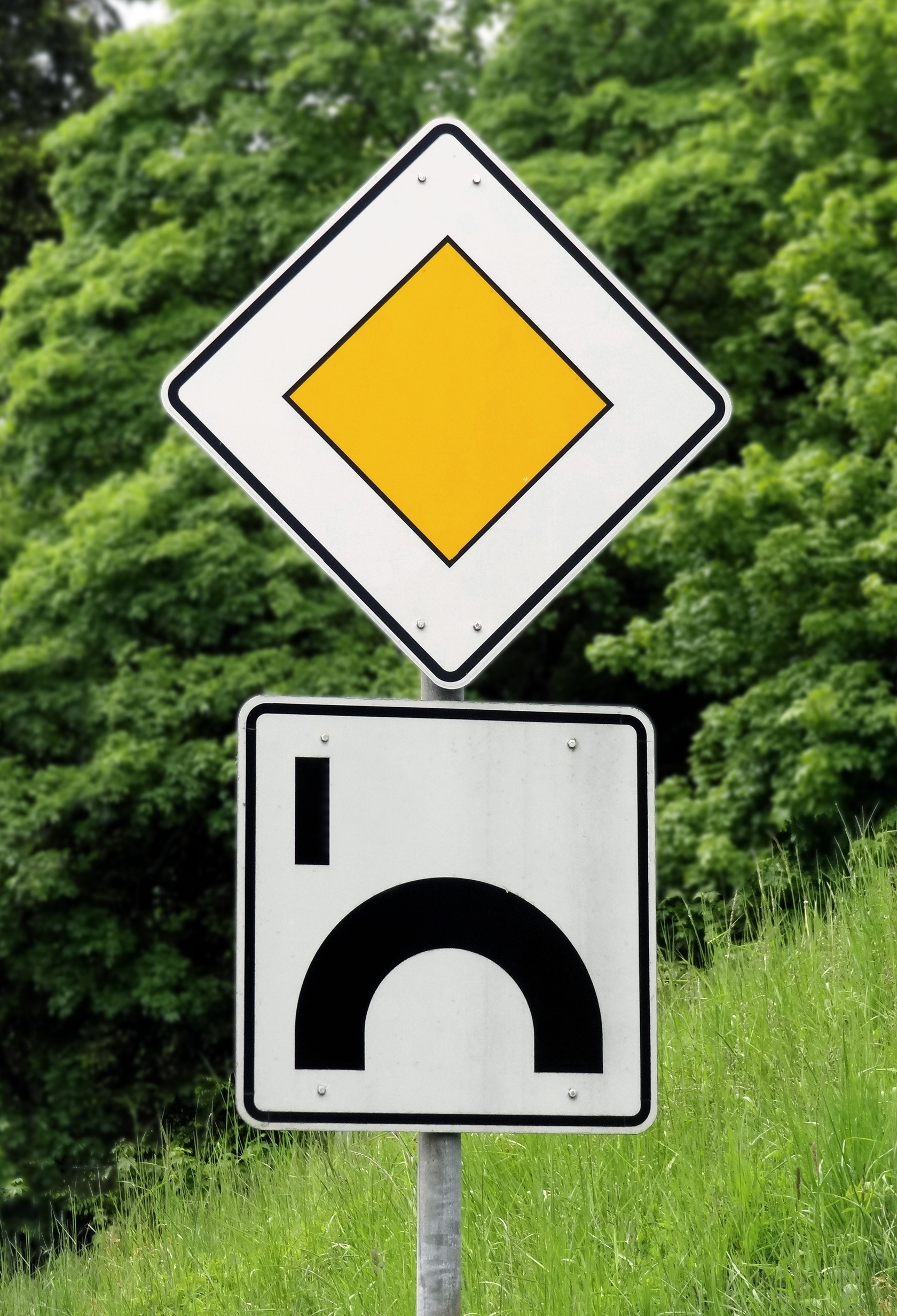
Zusatzzeichen „Verlauf der Vorfahrtstraße“ an der Kehre einer Serpentine

Ein Zusatzschild zum Zeichen 306 () kann den Verlauf der Vorfahrtstraße bekanntgeben. Wer ihm folgen will, muss dies rechtzeitig und deutlich ankündigen; dabei sind die Fahrtrichtungsanzeiger, „Blinker“, zu benutzen.
Das bedeutet, wenn man dem Verlauf der Vorfahrtstraße folgt, muss man blinken und querenden Fußgängern den Vorrang gewähren. Da Fußgängerquerungen an abknickenden Vorfahrtsstraßen stets gefährlich sind, verbietet die Verwaltungsvorschrift zur StVO die Zulassung von Fußgängerquerungen auf der Fahrbahn der abknickenden Vorfahrtsstraße. Verstößt die zuständige Straßenverkehrsbehörde gegen diese Festlegungen, können sie Haftungsansprüche treffen.

## Schweiz und Liechtenstein
Hauptstraßen sind stets vortrittsberechtigt, Nebenstraßen nicht.
Die Beschilderung von vortrittsberechtigten Hauptstraßen sind stets in weißer Schrift auf blauem Hintergrund, die von Nebenstraßen in schwarzer Schrift auf weißem Hintergrund. Es gilt auf Nebenstraßen der Rechtsvortritt, der besagt, dass das von rechts kommende Fahrzeug Vortritt hat.

### Hauptstraßen
Wegweiser mit blauem Hintergrund weisen auf vortrittsberechtigte Hauptstraßen hin.

«Ortsbeginn auf Hauptstrassen»: Ortstafel von vortrittsberechtigten Hauptstrassen
«Ortsbeginn auf Hauptstrassen», hier: Liechtenstein
«Vorwegweiser auf Hauptstrassen»: Vorwegweiser einer Hauptstrasse, mit Hinweis auf einen nahen Autobahnanschluss (in grün)
«Hinweissignal Wegweiser für Hauptstrassen»
«Kein Vortritt»: Kein Vortritt, oft bei Kreuzungen zweier Hauptstrassen oder vor einem Kreisel
«Verzweigung mit Rechtsvortritt»: Auf der nächsten Verzweigung herrscht abweichend von der Regel Rechtsvortritt. Es wird auch an exponierten Kreuzungen auf Nebenstrassen platziert.

### Nebenstraßen
Wegweiser mit weißem Hintergrund weisen auf nicht vortrittsberechtigte Nebenstraßen hin.

«Ortsbeginn auf Nebenstrassen»: Nebenstrassen sind in schwarzer Schrift auf weissem Hintergrund, hier: Schweiz
«Ortsbeginn auf Nebenstrassen», hier: Liechtenstein
«Vorwegweiser mit Fahrstreifenaufteilung auf Nebenstrassen»: Wegweiser einer Nebenstrasse mit Hinweis auf einen nahen Anschluss auf eine Hauptstrasse (in Blau)
«Wegweiser für Nebenstrassen»: Wegweiser, der auf eine Nebenstrasse hinweist
«Verzweigung mit Strasse ohne Vortritt»: Dieses Schild berechtigt eine Nebenstrasse auf der nächsten Kreuzung zum Vortritt

### Weitere Zeichen

«Hauptstrasse»: Zeigt den Beginn oder die Fortsetzung einer Hauptstrasse an
«Ende der Hauptstrasse»: Zeigt das Ende einer Hauptstrasse an, der weitere Verlauf ist als Nebenstrasse deklariert
Zusatztafel «Richtung der Hauptstrasse»: Zeigt den Verlauf der Hauptstrasse an

## Österreich

### Vorrangregeln
Die österreichische StVO kennt folgende Vorrangregeln:
1. Einsatzfahrzeugregel: Einsatzfahrzeuge mit eingeschaltetem Blaulicht/Folgetonhorn haben immer Vorrang.
2. Rechtsregel: Das von rechts kommende Fahrzeug hat Vorrang, sofern keine anderen Verkehrsregeln anwendbar sind.
3. Schienenfahrzeugregel: Schienenfahrzeuge haben Vorrang, auch wenn sie von links kommen.
4. Vorrangstraßenregel: Ein Fahrzeug auf einer Vorrangstraße hat Vorrang, auch gegenüber Rechtskommenden. Dabei ist es unerheblich, ob das Fahrzeug dem Verlauf der Vorrangstraße folgt.
5. Wartepflichtsregel: Beim Verkehrszeichen „Vorrang geben“ muss der Lenker dem Querverkehr (auch Linkskommenden) den Vorrang gewähren. Bei einer „Halt“-Tafel (Stopp) gilt dies auch, es muss zusätzlich angehalten werden. Eine Zusatztafel kann den besonderen Verlauf einer Vorrangstraße angeben.
6. Gegenverkehrsregel: Fahrzeuge, die geradeaus weiterfahren oder rechts abbiegen, sind gegenüber einem links abbiegenden Gegenverkehr vorrangberechtigt.
7. Fließverkehrsregel: Fahrzeuge des fließenden Verkehrs haben gegenüber Fahrzeugen aus Nebenfahrbahnen, Fußgängerzonen, Hauseinfahrten, Wohnstraßen, Tankstellen, Parkplätzen und dergleichen Vorrang. Radfahrer, die einen Radfahrweg verlassen, sind wartepflichtig. Fahrzeuge aus Nebenfahrbahnen haben Vorrang gegenüber Fahrzeugen aus Hauseinfahrten, Parkplätzen etc.
8. „Nötigungsregel“: Ein Wartepflichtiger darf einen Vorrangberechtigten durch Kreuzen, Einbiegen oder Einordnen nicht zum unvermittelten Abbremsen oder Ausweichen nötigen.
9. Verzichtsregel: Ein Vorrangberechtigter kann auf seinen Vorrang verzichten. Dies ist einem Benachrangten deutlich zu signalisieren. Auch das verkehrsbedingte Anhalten ist ein Vorrangverzicht. Schienenfahrzeuge in einer Haltestelle verzichten nicht auf ihren Vorrang.

### Verkehrszeichen

Vorrang geben
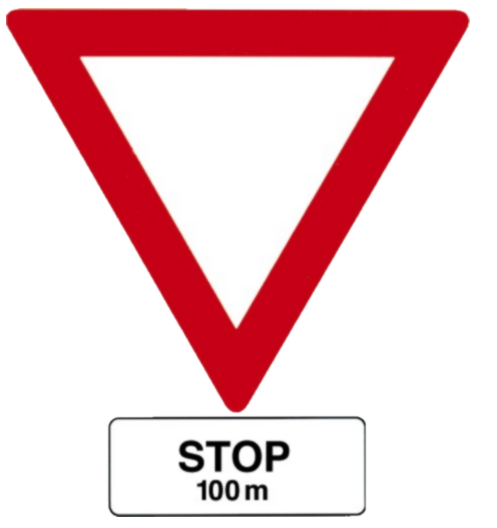
Zusatztafel für Zeichen „Vorrang geben“: In 100 Metern folgt eine Stopp-Tafel
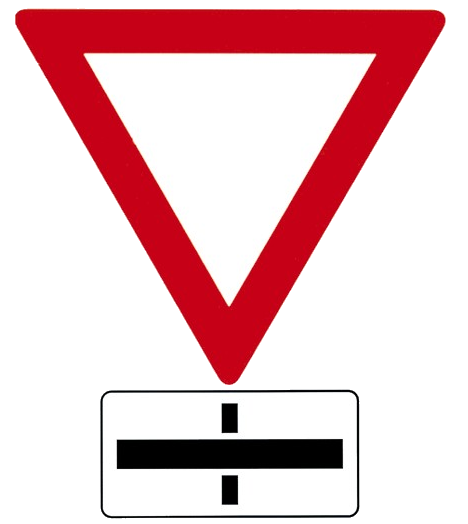
Zusatztafel für Zeichen „Vorrang geben“: Die Querstraße ist eine Vorrangstraße
Halt („Stopp“)
Vorrangstraße
Zusatztafel für Zeichen „Vorrangstraße“, „Vorrang geben“, „Halt“: Besonderer Verlauf einer Vorrangstraße (dicke Linie)
Ende der Vorrangstraße
Straße mit Vorrang
Straße ohne Vorrang
Gefahrenzeichen „Kreuzung“: Dieses Zeichen sagt nichts über den Vorrang aus, Vorrangregeln beachten!
Gefahrenzeichen „Kreuzung mit Straße ohne Vorrang“: An der nächsten Kreuzung haben Fahrzeuge, welche diese Kreuzung entlang der dicken Linie durchfahren, Vorrang. Dies bedeutet aber nicht, dass es sich um eine Vorrangstraße handelt.
Gefahrenzeichen „Kreuzung mit Straße ohne Vorrang“
Gefahrenzeichen „Kreuzung mit Kreisverkehr“: Ohne das Zeichen „Vorrang geben“ gilt die Rechtsregel!
Hinweiszeichen „Ende Fußgängerzone“: Beim Verlassen gilt die Fließverkehrsregel.
Hinweiszeichen „Ende Wohnstraße“: Beim Verlassen gilt die Fließverkehrsregel.
Hinweiszeichen „Sackgasse“: Beim Verlassen einer Sackgasse gilt die Rechtsregel (sofern keine anderen Zeichen aufgestellt sind).

## Andere Länder

### Länder mit Rechtsverkehr
In den meisten Ländern, in denen rechts gefahren wird, gilt für die Vorfahrt ebenfalls die Grundregel rechts vor links. Artikel 18 Absatz 4 des Wiener Übereinkommens über den Straßenverkehr sieht für Länder mit Rechtsverkehr an Kreuzungen, außer von unbefestigten Straßen aus, ebenfalls rechts vor links vor. Sehr unterschiedlich ist dabei jedoch die Handhabung in den einzelnen Ländern.
Während einige viele Kreuzungen mit Vorfahrtsschildern bzw. -zeichen regeln, gilt in anderen mitunter sogar bei starkem Verkehrsaufkommen die Vorfahrt von rechts. Beispiele hierfür sind der vielbefahrene Verkehrskreisel am Place Charles de Gaulle in Paris und der Boulevard périphérique, des Stadtautobahnrings um Paris.
Mancherorts werden auch bewusst Vorfahrtsstraßen abgeschafft, um den Durchgangsverkehr fernzuhalten und den Verkehr zu verlangsamen.
In den USA, wo jeder Bundesstaat seine eigenen Straßenverkehrsregeln hat, gilt ebenfalls meist grundsätzlich die Vorfahrt von rechts, wenn sie nicht anders geregelt ist. Während einige Bundesstaaten (wie z. B. Colorado oder Utah) dies auch konsequent so umsetzen, gilt in anderen diese Regel nur an Kreuzungen mit vier Einfahrten (so z. B. in Kalifornien oder Tennessee). An Einmündungen hat dann der Verkehr auf der durchgehenden Straße Vorfahrt. Allgemein sind jedoch die meisten Verkehrsknoten in den USA durch Schilder oder Ampeln geregelt.
Eine Besonderheit stellt dabei die Regelung All-Way Stop dar. Beim All-Way Stop ist eine Kreuzung von allen Seiten mit Stoppschildern – in der Regel mit einem Zusatzschild wie "ALL-WAY", „4x“ oder „ALL DIRECTIONS“ bzw. „3x“ (an einer Einmündung) – beschildert, sodass alle Verkehrsteilnehmer in jedem Fall erst einmal anhalten müssen. Derjenige, der zuerst angehalten hat, darf dann auch als Erster wieder losfahren. Kommen zwei Fahrzeuge gleichzeitig an, gilt rechts vor links. Bei drei Fahrzeugen haben die beiden entgegenkommenden Fahrzeuge Vorfahrt, bei vier muss die Vorfahrt „vereinbart“ werden, oder es gelten in einigen Staaten besondere Regeln, wie beispielsweise eine Nord-Süd-Vorfahrt. Abhängig von der Straßenanzahl werden die All-Way Stops als Four-Way Stop oder Three-Way Stop bezeichnet.

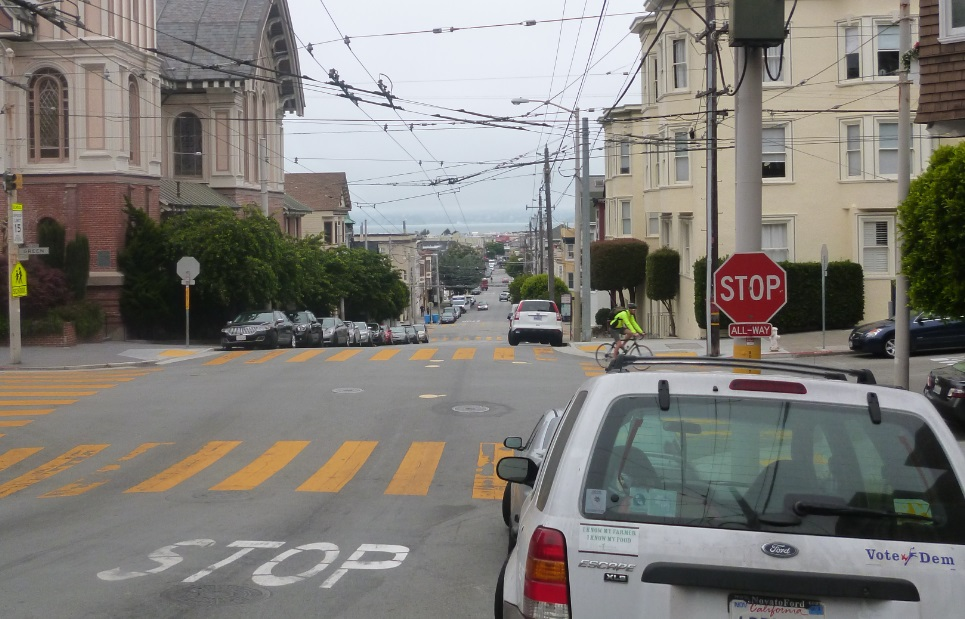
4-Way Stop (All-Way Stop)

Die Vorfahrtsregel All-Way Stop ist auch in Kanada, Schweden, Namibia und Südafrika zu finden. In den beiden Letzteren gibt es jedoch bei gleicher Ankunft keine Regelung und die Verkehrsteilnehmer müssen sich darauf einigen, wer als Erstes fahren darf.
Historisch ist das Konzept des Four-Way Stops bis in die 1940er Jahre zurückverfolgbar.

### Länder mit Linksverkehr
Länder mit Linksverkehr haben keine gemeinsamen Vorfahrtsregeln ohne Verkehrsschilder. In einigen Ländern mit Linksverkehr, z. B. in Großbritannien, gibt es keine allgemeine Vorfahrtsregel, so dass fast alle Kreuzungen dort mit Wartepflichtsschildern oder -fahrbahnmarkierungen ausgestattet sind. Andere dieser Länder benutzen ganz oder teilweise die Links-vor-rechts-Regel. Unter anderem in Neuseeland und Australien gilt die Rechts-vor-links-Regel, obwohl dort auf der linken Seite gefahren wird. In Australien gilt die Rechts-vor-links-Regel nur bei Kreuzungen, bei Einmündungen hat der Verkehr auf der durchgehenden Straße Vorfahrt.